# Johann Henrik von Schacht
Johann Henrik von Schacht (* 1709 in Kopenhagen; † 16. August 1780)  war ein königlich dänischer Generalmajor und zuletzt Chef des 2. Berghuser National Infanterie-Regiments.

## Leben
Er wurde am 5. Juli 1723 Landkadett und wechselte dann als Fähnrich in das Fünische Infanterie-Regiment (Regiment des Kronprinzen). Am 11. Dezember 1730 wurde er Seconde-Lieutenant und am 24. August 1737 Premier-Lieutenant. Danach stieg er am 5. August 1745 zum Kapitänleutnant, am 27. Mai 1747 erhielt er den Charakter eines Hauptmanns und wurde am 5. September 1747 wirklicher Hauptmann. Am 4. März 1750 wurde er zum Falsterschen Infanterie-Regiment versetzt, dort wurde er am 16. November 1760 Oberstleutnant und am 1. September 1762 Major (Terzmajor). Am 16. November 1763 wurde das Grenadierkorps im Rahmen der Militärreform in die Leibgarde zu Fuß eingereiht, das Regiment erhielt den Namen Dänisches Leibregiment. Schacht wurde bereits am 28. Dezember 1763 als Kommandeur in das Oldenburger National Bataillon versetzt. Das Bataillon wurde am 1. Juni 1767 aufgelöst und Schacht auf Wartegeld gesetzt. Am 1. Mai 1769 wurde er als Oberst Chef des 2. Berghuser National Infanterie-Regiments in Norwegen.
Am 2. Januar 1777 wurde er dann zum Generalmajor befördert. Die Stelle musst er zum 21. Juni 1780 aufgeben. Er starb kurz darauf am 16. August 1780.
Er war mit Marianne de la Milliere († 27. April 1761) verheiratet.